# Francis Lieber
Francis Lieber (18 de marzo de 1798 o 1800–2 de octubre de 1872 ), también conocido como Franz Lieber en Alemania, fue un jurista, filósofo político y educador germano-estadounidense. Es conocido por haber sido editor de la Encyclopedia Americana y por la autoría del llamado Código Lieber durante la guerra civil estadounidense, en 1863.

## Biografía
Lieber nació en Berlín, entonces capital del reino de Prusia. Allí se unió al regimiento Colberg del Ejército de Prusia en 1815 durante las Guerras Napoleónicas, resultando herido en la batalla de Waterloo. El año de su nacimiento ha sido debatido, dado que mintió acerca de su edad con el fin de alistarse en el ejército.

### Educación en Alemania
Tras volver a Berlín después de las Guerras Napoléonicas (después de 1815), estudió por su cuenta y logró pasar los exámenes para ingresar a la Universidad de Berlín. Sin embargo, se le negó la admisión por su membresía en la Berliner Burschenschaft, opositora a la monarquía prusiana. Se mudó a Jena, donde ingresó a la Universidad de Jena en 1820, y dentro de cuatro meses terminó de redactar una disertación en el campo de las matemáticas. Cuando las autoridades prusianas lo alcanzaron, Lieber dejó Jena y se marchó a Dresde, para estudiar topografía. Tan pronto como estalló la revolución griega de 1821, Lieber ofreció voluntariamente sus servicios

### Actividades en Europa
Lieber luchó brevemente en la guerra de la independencia griega, y después pasó un año, entre 1822 y 1823, en Roma como tutor del hijo del embajador prusiano, el historiador Barthold Georg Niebuhr. Mientras estaba allí, Lieber escribió sobre sus experiencias en Grecia. El resultado fue publicado en Leipzig en 1823 y también en Ámsterdam bajo el título «The German Anacharsis». Lieber regresó a Alemania con un perdón real, pero pronto fue encarcelado una vez más, esta vez en Köpenick. Allí escribió una colección de poemas titulada «Wein- und Wonne-Lieder» (Canciones de vino y felicidad), que tras su excarcelación, con la ayuda de Niebuhr, se publicaron en Berlín en 1824 bajo el seudónimo de «Franz Arnold». Lieber huyó a Inglaterra en 1825, y subsistió durante un año en Londres dando lecciones y contribuyendo a diversos periódicos alemanes. También escribió un tratado sobre el sistema de enseñanza de Lancaster y conoció a su futura esposa, Mathilda Oppenheimer.  Lieber dejó Inglaterra tras recibir una oferta para administrar un gimnasio y una escuela de natación en Boston.

### En Estados Unidos
Lieber se mudó a Boston in 1827. Llegó recomendado por Friedrich Ludwig Jahn y por el general Ernst von Pfuel, quienes administraban una escuela de natación en Berlín. Lieber también estaba familiarizado con el saliente administrador del gimnasio, Charles Follen, con quien compartía la creencia de la importancia de entrenar al cuerpo junto con la mente. Follen había establecido el pionero gimnasio en 1826. La escuela de natación de Lieber en Boston de 1827, una novedad en el campo educativo en los Estados Unidos, fue tan célebre que incluso John Quincy Adams, entonces Presidente de los Estados Unidos, concurrió a visitarla. El gimnasio pasó por momentos difíciles una vez que la novedad había desaparecido y cerró sus puertas tras dos años.
En Boston, Lieber editó la Encyclopedia Americana, tras una idea de traducir la Enciclopedia Brockhaus al idioma inglés. Fue publicada en Filadelfia in 13 volúmenes, entre los años 1829 y 1833. En esa época, también hizo traducciones de una obra francesa sobre la revolución de julio de 1830, y sobre la vida de Kaspar Hauser de Feuerbach.
En 1832, recibió una comisión de fideicomisarios del recién fundado Girard College para formar un plan educativo, el que fue publicado en Filadelfia en 1834, ciudad en la que residió entre 1833 y 1835.
Luego se convirtió en profesor de historia y economía política en el South Carolina College (actual Universidad de Carolina del Sur), donde permaneció hasta 1856. Durante sus 20 años en el College, produjo algunas de sus más importantes obras. Escritores y juristas como Mittermaier, Johann Kaspar Bluntschli, Édouard René de Laboulaye, Joseph Story y James Kent, reconocieron en él una mente afín. El espíritu de la obra de Lieber está sintetizado en su lema favorito, Nullum jus sine officio, nullum officium sine jure ("No hay derechos sin obligaciones, no hay obligaciones sin derechos").
Desde 1856 hasta 1865, fue profesor de historia y ciencia política en la Universidad de Columbia (entonces Columbia College). Su título fue elegido por él mismo, y lo convirtió en el primer oficialmente politólogo designado en los Estados Unidos.

### Actividades durante la Guerra Civil
Lieber se alineó con el norte durante la Guerra de Secesión, pese a haber sido un residente de Carolina del Sur. Ya en 1851, pronunció un discurso en Carolina del Sur advirtiendo a los estados del sur contra la secesión. Uno de sus hijos, el geólogo Oscar Montgomery Lieber, se unió al Ejército de los Estados Confederados y murió en la batalla de Eltham's Landing. Durante el conflicto, Francis Lieber fue uno de los fundadores y sirvió como jefe de la Loyal Publication Society de Nueva York, compilando artículos de noticias para su difusión entre las tropas de la Unión y los periódicos del Norte. Más de cien folletos fueron publicados por él bajo su supervisión, de los cuales diez fueron redactados por él mismo. También asistió al Departamento de Guerra de la Unión y al Presidente Abraham Lincoln en la redacción de las directrices legales para el Ejército de la Unión, siendo las más famosas las Órdenes Generales Número 100 o "Código Lieber" como es comúnmente conocido. El Código Lieber sería adoptado por otras organizaciones militares y pasaría a formar la base de las primeras leyes de la guerra. Las contribuciones y el legado de Lieber se detallan en el cuento de no ficción de 2012 titulada, irónicamente, Lincoln's Code.
Una versión abreviada del Código Lieber fue publicada en The War of the Rebellion: A Compilation of the Official Records of the Union and Confederate Armies en 1899.

### Preservación de documentos de los Confederados
Después de la guerra, a Lieber se le dio la tarea de acumular y de preservar los expedientes del gobierno anterior de los Estados Confederados de América. Mientras trabajaba en ello, Lieber fue una de las últimas personas conocidas en poseer los infames documentos del llamado Dahlgren Affair, incidente en la guerra que implicaba una incursión fracasada de la Unión en Richmond, Virginia el 2 de marzo de 1864, para asesinar al presidente Jefferson Davis y su gabinete. Poco después de obtenerlos, se ordenó a Lieber que los entregara al Secretario de Guerra, Edwin M. Stanton, quien probablemente se deshizo de ellos, ya que no se han visto desde entonces.

### Carrera diplomática
Desde 1870 y hasta su muerte en la ciudad de Nueva York, a los 72 años, Francis Lieber sirvió como negociador diplomático entre Estados Unidos y México. Fue elegido, con la aprobación conjunta de lambos países, como árbitro final en casos importantes pendientes entre los dos países, trabajo que no alcanzó a completar antes de su muerte. Lieber fue miembro del Instituto de Francia y de muchas otras instituciones académicas de Estados Unidos y el mundo.

## Obras
- Notes on the Fallacies of American Protectionists
- Encyclopedia Americana (Editor, 1829–1851)
- The Stranger in America (2 vols., 1833–35)
- Letters to a Gentleman in Germany, written after a Trip from Philadelphia to Niagara (1834)
- Reminiscences of an intercourse with Mr. Niebuhr, the historian, during a residence with him in Rome, in the years 1822 and 1823. Philadelphia: Carey, Lea & Blanchard. 1835.
- A Manual of Political Ethics (2 vols. 8.ª, Boston, 1838), adoptado por Harvard College como texto de estudio, recomendado por Kent y Story.
- Legal and Political Hermeneutics, or Principles of Interpretation and Construction in Law and Politics (1838)
- Laws of Property: Essays on Property and Labor (18mo, New York, 1842)
- Great events: described by distinguished historians, chroniclers, and other writers. Nueva York: Harper. 1847.
- The West and Other Poems (1848)
- On Civil Liberty and Self-Government.(2 vols. 12mo, Philadelphia, 1853; new ed., 1874)
- «Guerrilla Parties Considered with Reference to the Laws and Usages of War». The Miscellaneous Writings of Francis Lieber 2. London: Lippincott and Co. 1881 [1862]. pp. 275-92. Archivado desde el original el 24 de julio de 2011. Consultado el 28 de julio de 2011.
- Instructions for the Government of Armies of the United States, in the Field. General Order No. 100 a.k.a. the Lieber Code. New Haven: Avalon Project. 1863. Consultado el 28 de julio de 2011.
- Reflections on the changes which may seem necessary in the present constitution of the state of New York. Nueva York. 1867.
- Memorial relative to the Verdicts of Jurors (1867)
- The Unanimity of Juries (1867)
- International Copyright. 1840.
- Fragments of Political Science on Nationalism and Internationalism. 1868.

### Escritos sobre legislación penal
- "Essays on Subjects of Penal Law and the Penitentiary System," publicado por la sociedad disciplinaria de la prisión de Filadelfia.
- "Abuse of the Pardoning Power," republicado por la legislatura de Nueva York.
- "Remarks on Mrs. Fry's Views of Solitary Confinement," publicado en Inglaterra.
- Letter on the Penitentiary System. 1838. publicado por la legislatura de Carolina del Sur.

### Traducciones
- Ramshorn, Lewis (1841). Dictionary of Latin Synonymes. Little and Brown.
- Gustave de Beaumont; Alexis de Tocqueville (1848). Penitentiary System in the United States. Con anotaciones. También ayudó en la recolección de los datos estadísticos para el libro original.[1]